# Infiorata

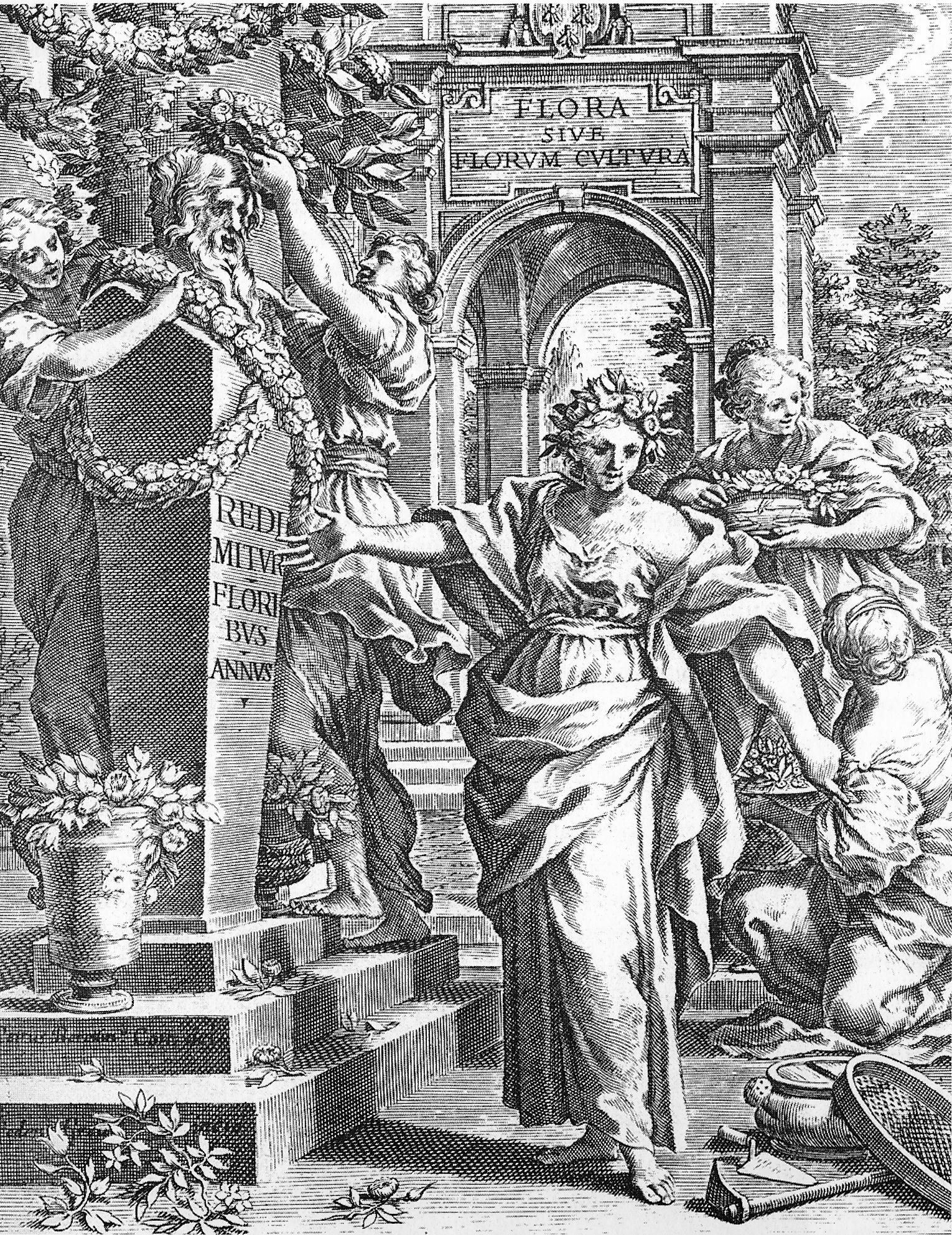
Frontespizio dal Flora di G.B. Ferrari, ediz. 1638; disegno di Pietro da Cortona; incisione di Johann Friedrich Greuter

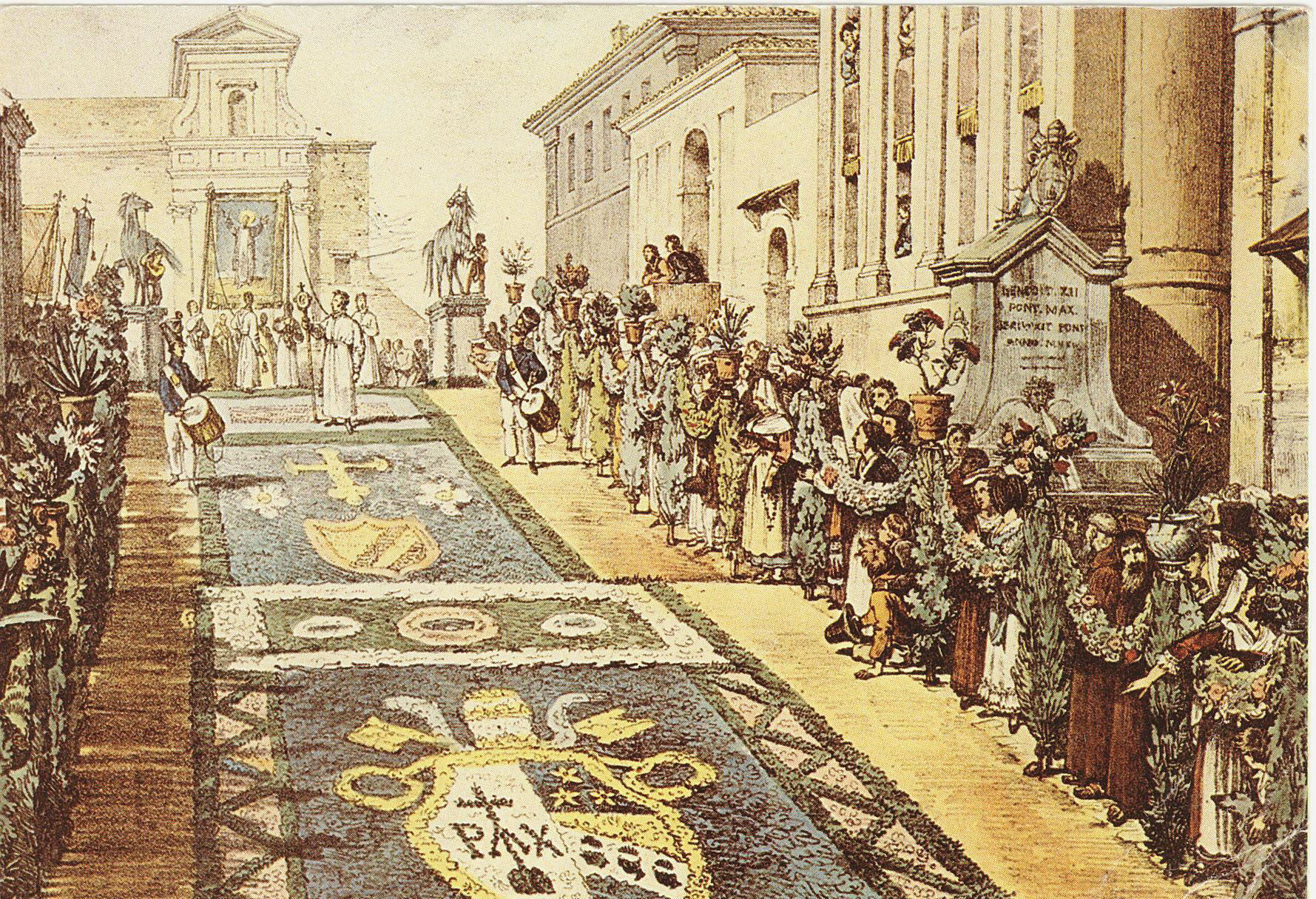
Antoine-Jean-Baptiste Thomas, Infiorata di Genzano del 1817

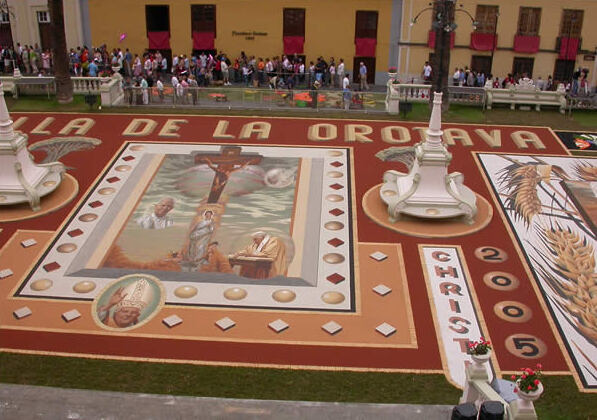
Infiorata dell'Orotava (Spagna) per il Corpus Domini

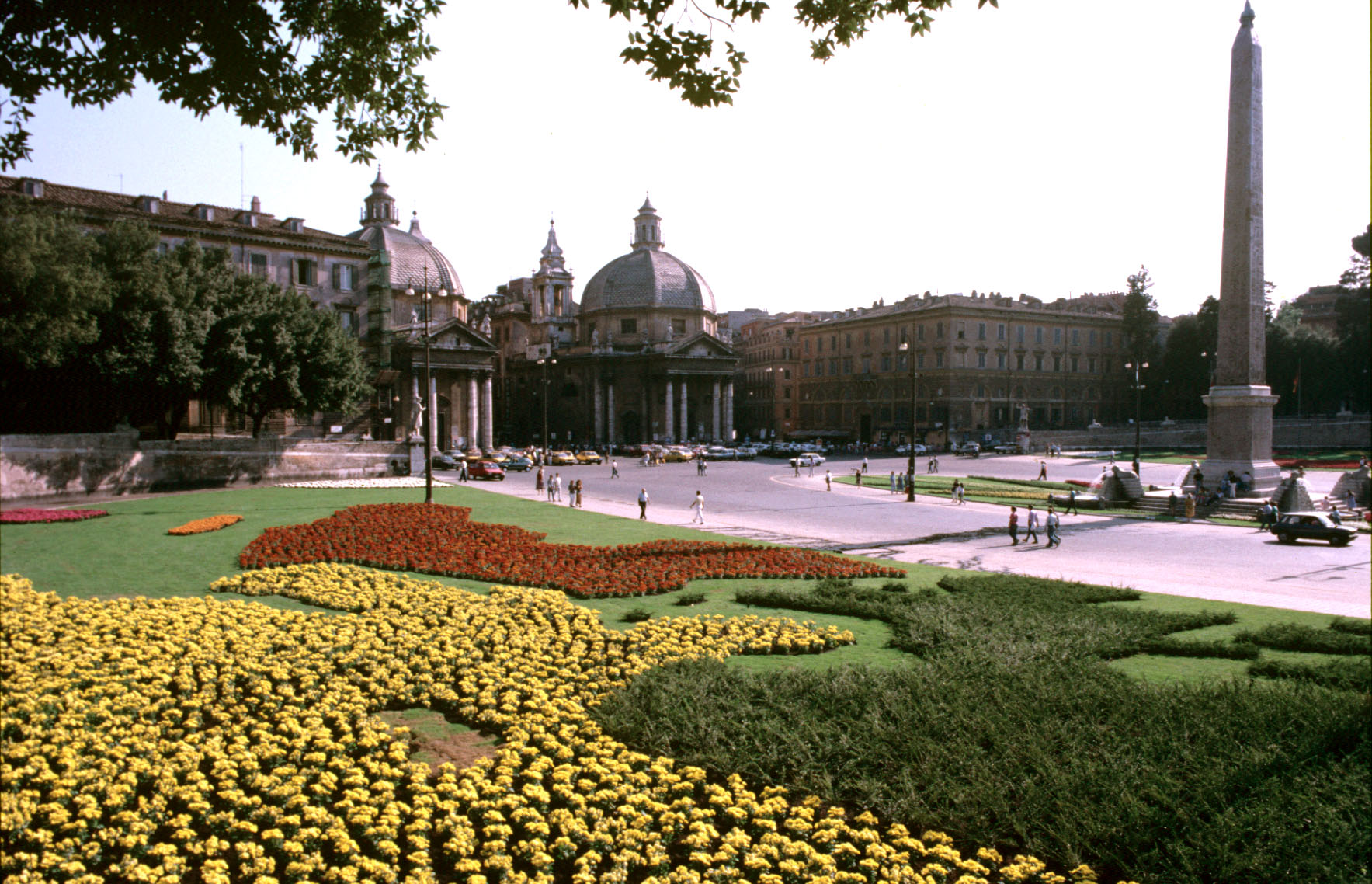
Infiorata a Piazza del Popolo Roma 1987

L'Infiorata è una manifestazione consistente nel realizzare tappeti per mezzo di fiori o parti di essi generalmente in occasione della festività cattolica del Corpus Domini.

## Storia
La tradizione delle decorazioni è nata a Roma  nella prima metà del XVII secolo come espressione della cosiddetta festa floreale. Si ritiene, infatti, che la tradizione di creare quadri per mezzo di fiori fosse nata nella basilica vaticana ad opera di Benedetto Drei, responsabile della Floreria vaticana, e di suo figlio Pietro, i quali avevano usato "fiori frondati e minuzzati ad emulazione dell'opere del mosaico" il 29 giugno 1625, festa dei santi Pietro e Paolo, patroni di Roma. Pochi anni dopo, nel 1633, un altro quadro floreale venne realizzata da Stefano Speranza, uno stretto collaboratore del Bernini. Oreste Raggi informa che, morto Benedetto Drei, fu proprio Bernini a succedergli, e che "da Roma quest'arte si divulgò".
La tradizione barocca delle decorazioni floreali era stata adottata già nel XVII secolo nelle località dei Castelli romani probabilmente per gli stretti legami di questo territorio con Gian Lorenzo Bernini, il principale artefice di feste barocche. La tradizione dell'infiorata si diffuse anche fuori del Lazio, ad esempio nell'Appennino forlivese, in località come Rocca San Casciano.
A Roma la consuetudine delle infiorate dovette scomparire alla fine del secolo XVII; nei Castelli romani continuò ancora nel XVIII secolo, come informa un manoscritto anonimo del 1824 conservato presso la Biblioteca Nazionale Centrale di Roma e stampato solo di recente.
La prima infiorata allestita per la festività del Corpus Domini risale al 1778 (anno in cui vennero allestiti alcuni quadri floreali nella via Sforza di Genzano) oppure al 1782 (anno in cui un tappeto coprì l'intera via senza soluzione di continuo). Da allora le località in cui si allestiscono infiorate in occasione nella ricorrenza del Corpus Domini sono numerose, specialmente dell'Italia centrale (tra le più antiche quella di Genzano di Roma, giunta alla 246ª edizione). Le Infiorate si celebrano anche in occasione di altre festività religiose, come quella di Gerano che cade la prima domenica dopo il 25 aprile, nella ricorrenza della Festa della Madonna del Cuore. Celebrata con continuità dal 1742 è da annoverarsi tra le più antiche d'Italia. 
Altre Infiorate si celebrano anche dell'estero. Fra quelle fuori Italia merita di essere ricordata l'infiorata dell'Orotava, nelle Isole Canarie, in quanto i quadri sono ottenuti con la posa di erbe colorate, anziché petali di fiori. In alcune località non italiane (per es., Kōbe, in Giappone) da qualche anno si allestiscono infiorate sul modello di quelle tradizionali, ma prive di legame con le festività religiose cristiane.